# Альколея-де-Сінка
Альколеа-де-Сінка (ісп. Alcolea de Cinca) — муніципалітет в Іспанії, у складі автономної спільноти Арагон, у провінції Уеска. Населення — 1186 осіб (2009).
Муніципалітет розташований на відстані близько 350 км на північний схід від Мадрида, 65 км на південний схід від Уески.

## Демографія
Динаміка населення (INE ):